# 耀龍四間飛車
| 9  | 8  | 7  | 6  | 5  | 4  | 3  | 2  | 1  |    |
| 香 | 桂 |    |    |    | 金 | 銀 | 桂 | 香 | 一 |
|    | 飛 |    | 銀 | 金 |    | 王 | 角 |    | 二 |
| 歩 |    | 歩 | 歩 |    | 歩 |    | 歩 |    | 三 |
|    |    |    |    | 歩 |    | 歩 |    | 歩 | 四 |
|    | 歩 |    |    |    |    |    |    |    | 五 |
|    |    | 歩 | 歩 |    |    |    |    | 歩 | 六 |
| 歩 | 歩 | 角 |    | 歩 | 歩 | 歩 | 歩 |    | 七 |
|    |    | 銀 | 飛 |    | 金 | 玉 |    |    | 八 |
| 香 | 桂 |    | 金 |    |    | 銀 | 桂 | 香 | 九 |

耀龍四間飛車（ようりゅうしけんびしゃ）とは、将棋の戦法の一つ。
四間飛車の一種で、プロ棋士の大橋貴洸が体系的に取りまとめ考案した。2020年に自著『耀龍四間飛車　美濃囲いから王様を一路ずらしてみたらビックリするほど勝てる陣形ができた』で発表。これにより大橋は2021年の将棋大賞の升田幸三賞を受賞した。

## 概要
ノーマル四間飛車の一種で、囲いを美濃囲いにせず、必ず大住囲い（大隅囲い）にして戦う戦法である（「耀龍四間飛車の基本形」図参照）。その後は状況に応じて天野矢倉、土居矢倉、右玉、地下鉄飛車、金無双など様々な囲いへと発展させていくが、3八玉型の状態は維持し続けるのがコンセプトである。大橋はこの様に指すメリットとして、「1筋で端攻めをする時に玉が遠い」「地下鉄飛車に組みやすい」「相手の角筋から玉が外れている」こと、大住囲いは進展性が非常に高いため相手の出方に応じて臨機応変に指し回せること、先手番でも後手番でも採用できることを挙げている。
一般に振り飛車は対抗形において穴熊囲い（居飛車穴熊）を天敵とする。著名な四間飛車の戦法である藤井システムは、居玉で相手が穴熊に囲う前に潰すことを目指したが、耀龍四間飛車では相手に囲わせた上で端攻めで倒すことを目指す。美濃囲いで端攻めを行う場合、それを逆用されて反撃を受ける可能性が高いが、玉を一路ずらすことによってその副作用を減じている。藤井システムを考案した藤井猛は「藤井システムは玉を囲わない美濃囲いという発想が新しかったが、耀龍四間飛車は美濃囲い自体を放棄するということで、藤井システムに匹敵する衝撃」と評している。
耀龍四間飛車自体は古来より指されていたが、著書の発売前に大橋自身が公式戦で指した対局は1局のみである。2018年の第68回 NHK杯テレビ将棋トーナメントにおいて大橋が三浦弘行に用いた（先手は三浦）。この時、大橋は当時2年目で順位戦C2の新人棋士であり、対して三浦はA級のトップ棋士だった。大橋の四間飛車模様に三浦は定跡通り居飛車穴熊で臨んだが、大橋は端攻めで先手陣を崩し、勝利した。
2021年4月、第48回将棋大賞が発表され、大橋は耀龍四間飛車で升田幸三賞を受賞した。大橋が2020年に棋書を出版して以降は、他のプロ棋士にも多く採用され、このことが升田幸三賞の受賞に繋がっている。

## 名称と書籍
「耀龍（ようりゅう）」とは「あらゆる駒を耀（かがや）かせ、龍の舞を披露し勝利へ導く」という意味の大橋の造語であり、本戦法固有の名称ではない。2019年に発行した自身の最初の棋書では、相掛かりの出だしから5手目に▲9六歩と指すひねり飛車を扱い、これに「耀龍ひねり飛車」と名付けている。また、棋書『耀龍四間飛車　美濃囲いから王様を一路ずらしてみたらビックリするほど勝てる陣形ができた』が、ラノベのような異例のタイトルになったのは、その長さで読者の興味を引き、四間飛車や美濃囲いの名称に言及することで「内容を見るためにページを開いてもらえるのではないか」と考えたとしている。
本書の編集を担当したマイナビの島田修二は、本来はまず戦法が流行って、その解説として棋書が出版されるのに、棋書が出版されてから将棋界で流行ったのは異例としている。